# Lars Ericson Rosenlund
Lars Ericson Rosenlund, död 1708, var en svensk ämbetsman.

## Biografi
Lars Rosenlund var son till borgmästaren Johan Eric Rosenlund i Kalmar. Han  arbetade som äldste rådman i Kalmar och vice lagman på Öland. Rosenlund efterträdde 1692 Mattias Robeck som justitieborgmästare i Kalmar och avled 1708.

### Familj
Rosenlund var gift med Catharina Welsyn (död 1698).